# Spoorlijn Ziegelbrücke - Linthal
De spoorlijn Ziegelbrücke - Linthal is een Zwitserse spoorlijn tussen Ziegelbrücke gelegen in kanton Glarus en in kanton Sankt Gallen en Linthal gelegen in kanton Glarus.

## Geschiedenis
Het traject Ziegelbrücke en Weesen werd door de Vereinigte Schweizerbahnen (VSB) op 15 februari 1859 geopend. Het traject tussen Weesen en Linthal werd door de Schweizerischen Nordostbahn (NOB) op 1 juni 1879 geopend.
Het traject Ziegelbrücke en Näfels-Mollis via Nieder en Oberurnen werd door de Schweizerische Bundesbahnen (SBB) in 1931 geopend.

## Treindiensten
Het personenvervoer wordt op dit traject uitgevoerd door de Schweizerische Bundesbahnen (SBB).

## Aansluitingen
In de volgende plaatsen is of was er een aansluiting van de volgende spoorlijnen:

### Ziegelbrücke
- Linker Zürichseelinie, spoorlijn tussen Zürich HB en Ziegelbrücke
- Ziegelbrücke - Chur, spoorlijn tussen Ziegelbrücke en Chur
- Rapperswil - Ziegelbrücke, spoorlijn tussen Rapperswil en Ziegelbrücke

## Elektrische tractie
Het traject werd geëlektrificeerd met een spanning van 15.000 volt 16 2/3 Hz wisselstroom.